# Aeroportul Mayor General FAP Armando Revoredo Iglesias
Aeroportul Mayor General FAP Armando Revoredo Iglesias (IATA: CJA, ICAO: SPJR) este un aeroport din Cajamarca, Peru ce deservește zona Cajamarca. Aeroportul a fost tranzitat în 2022 de 473.567 de pasageri.
Situat la o altitudine de 2.676 m, aeroportul dispune de o singură pistă. Este operat de Aeropuertos del Perú⁠(d).